# Sonic Mechatronik Arkestra
Sonic Mechatronik Arkestra, gruppen bildades av bastrombonisten Mattis Cederberg då han startade klubben Queso Negro på jazzklubb Fasching. I början hette bandet "Queso Negro Allstars" men tog det nuvarande namnet sommaren 2003.

## Medlemmar
- Mattis Cederberg - Bastrombon, Steiner EVI, Sång m.m.
- Per "Ruskträsk" Johansson - Altsaxofon, Flöjt
- Alberto Pinton - Barytonsax, Bassax, Piccolaflöjt, Basklarinett m.m.
- Jonas Kullhammar - Tenorsax, Sopransax, Bassax, Altflöjt m.m.
- Torbjörn Zetterberg - Bas
- Mathias Landaeus - Rhodes, analogsynt m.m.
- Ola Bothzén - Slagverk
- Anders Hedlund - Trummor
- Daniel Fredriksson - Trummor

## Diskografi
- Mechatronycon (2003)
- Overunity (2006)